# Boris Berlin
Boris Berlin, född 1953 i Leningrad är en rysk-dansk industridesigner.
Boris Berlin har varit verksam i Danmark sedan början av 1980-talet. Tillsammans med Poul Christiansen startade han 1987 Komplot design för verksamheten inom industridesign, möbelformgivning och grafisk design. Boris Berlin har formgett stolen Puma och gummistolen Non 2002 för Källemo.